# Honrubia
Honrubia – gmina w Hiszpanii, w prowincji Cuenca, w Kastylii-La Mancha, o powierzchni 110,34 km². W 2011 roku gmina liczyła 1743 mieszkańców.
Średnia temperatura w okresie wakacyjnym wynosi 22-23 stopnie Celsjusza. Najzimniejszym miesiącem jest styczeń z temperaturą 4.5 stopnia Celsjusza.